# コオロギ科
コオロギ科 (コオロギか、Gryllidae) は、昆虫綱バッタ目（直翅目）キリギリス亜目（剣弁亜目）コオロギ上科の1科である。ケラ等を除く、代表的なコオロギのほとんどが属する。

## 特徴
ケラ科と異なり、メスは鳴かない。また、触角は先端がまがっている。

## 分類

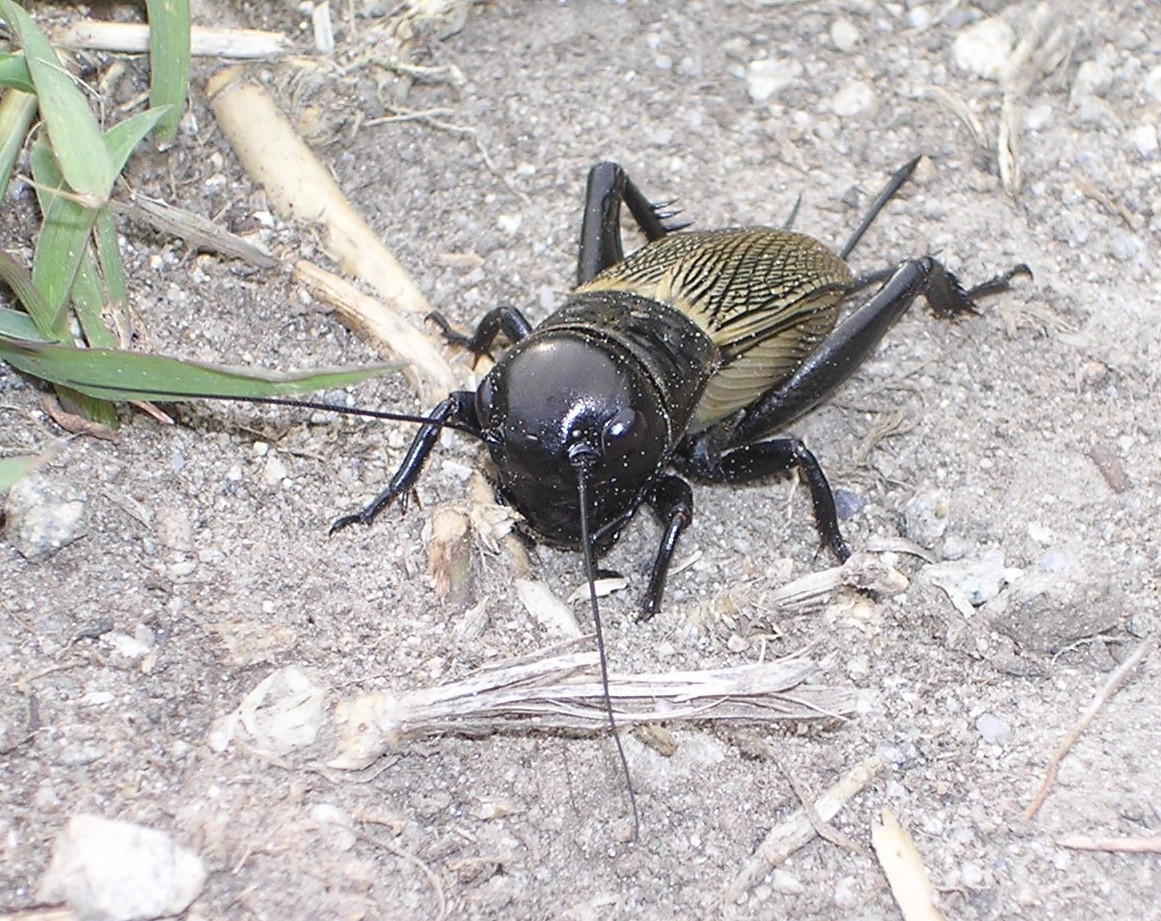
フタホシコオロギの一種 Gryllus campestris

Wikispeciesより。より少ない亜科しか認めず、これらのいくつかを族とする分類もある。
- クロツヤコオロギ亜科 Brachytrupinae - クロツヤコオロギ
- スズムシ亜科 Cachoplistinae - スズムシ
- マツムシ亜科 Eneopterinae - アオマツムシ、マダラコオロギ、マツムシ、マツムシモドキ
- カヤコオロギ亜科 Euscyrtinae - オオカヤコオロギ、カヤコオロギ
- コオロギ亜科 Gryllinae - エンマコオロギ、カマドコオロギ、クマコオロギ、タンボコオロギ、ハネナシコオロギ、ヒメコオロギ、フタホシコオロギ、ミツカドコオロギ
  - フタホシコオロギ属（コオロギ属） Gryllus
- Gryllomiminae
- Gryllomorphinae
- †Gryllospeculinae
- Hapithinae
- イタラ亜科 Itarinae - ハネナガコオロギ
- クチキコオロギ亜科 Landrevinae - クチキコオロギ
- Luzarinae
- ヤチスズ亜科 Nemobiinae - カワラスズ、シバスズ、ナギサスズ、ハマコオロギ、ヒメスズ、マダラスズ、ヤチスズ
- Pentacentrinae
- Podoscirtinae
- カンタン亜科 Oecanthinae - カンタン、コガタカンタン、ヒロバネカンタン
- Paragryllinae
- Phalangopsinae
- Phaloriinae
- Pteroplistinae
- Rumeinae
- クマスズムシ亜科 Sclerogryllinae - クマスズムシ
- Tafaliscinae
- ヒバリモドキ亜科 Trigonidiinae - ウスグモスズ、キンヒバリ、クサヒバリ、ヒバリモドキ、ヤマトヒバリ

ここでのコオロギ科をいくつかの科（たとえばコオロギ科、マツムシ科 Eneopteridae、ヒバリモドキ科 Trigonidiidae に分ける）に分ける説もある。
以下の亜科を含めることもある。これらは独立科とされることが多いが、ケラ科との関係を論ずる場合にコオロギ科に含められることが多い。
- アリヅカコオロギ亜科 Myrmecophilinae - アリヅカコオロギ
- カネタタキ亜科 Mogoplistinae - カネタタキ